# Sơn muối
Sơn muối (danh pháp khoa học: Rhus chinensis), còn gọi là muối, dã sơn, diêm phu mộc, ngũ bội tử thụ, là một loài thực vật có hoa trong họ Đào lộn hột. Loài này được Mill. miêu tả khoa học đầu tiên năm 1768.

## Hình ảnh

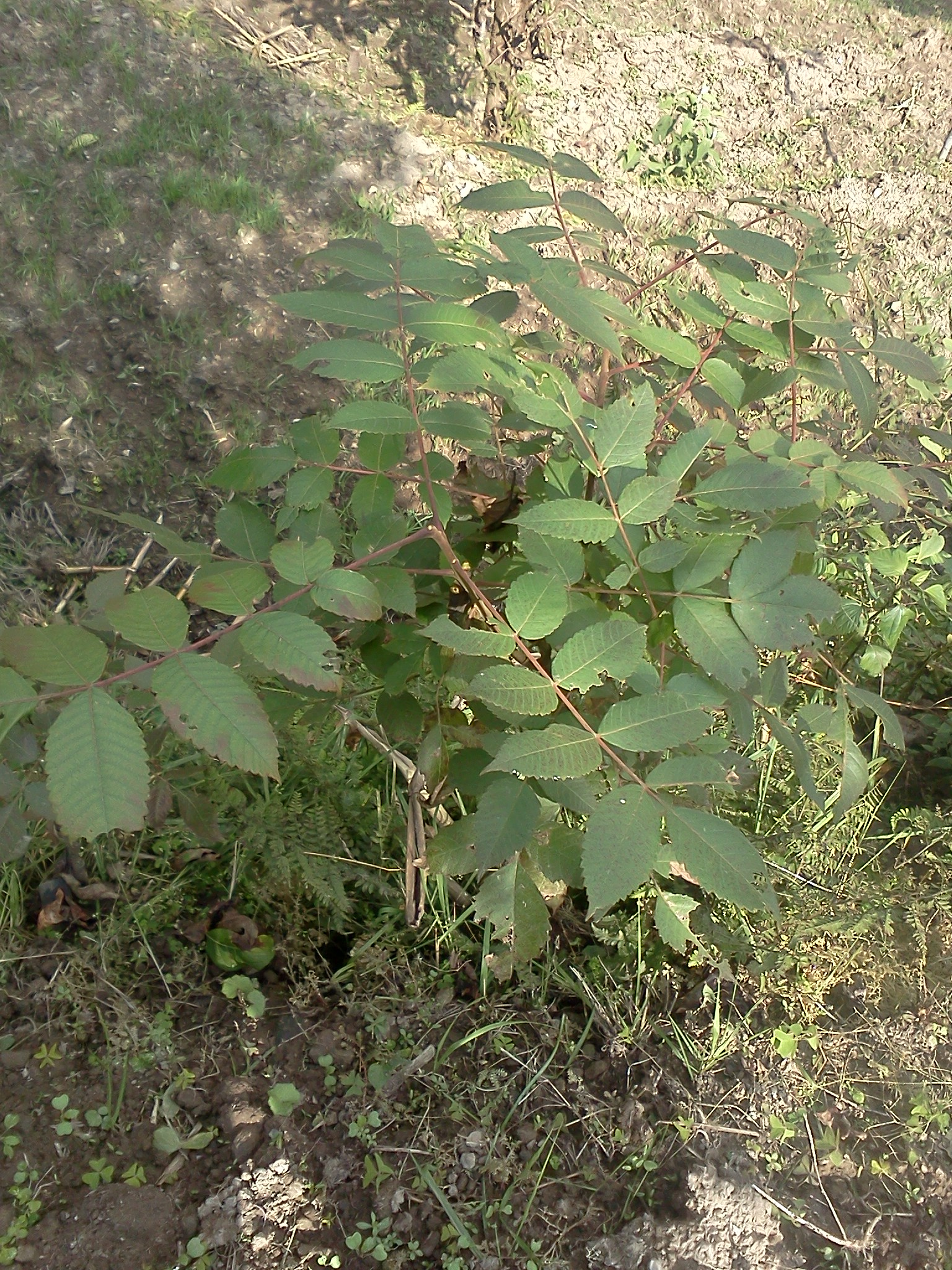
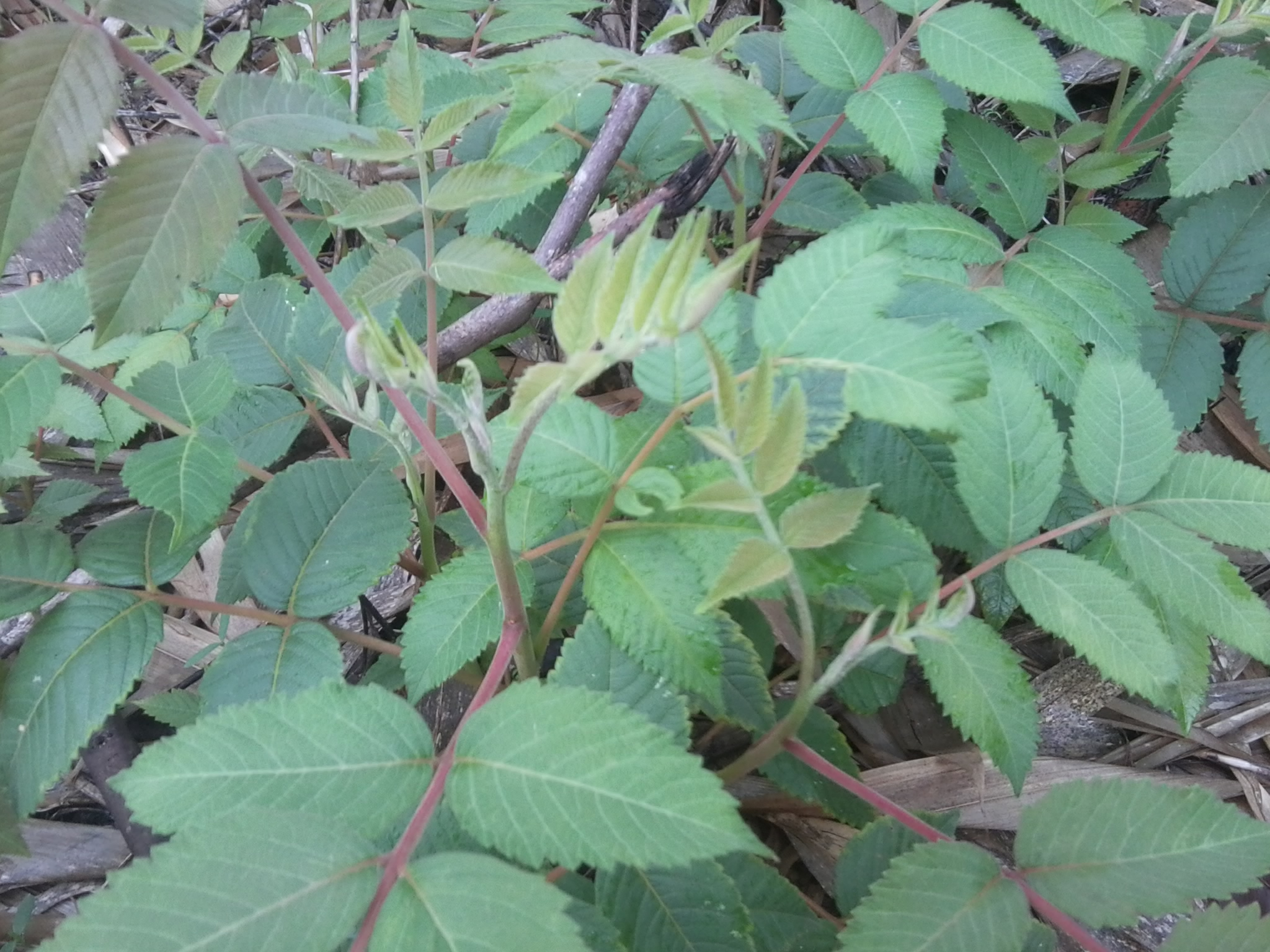
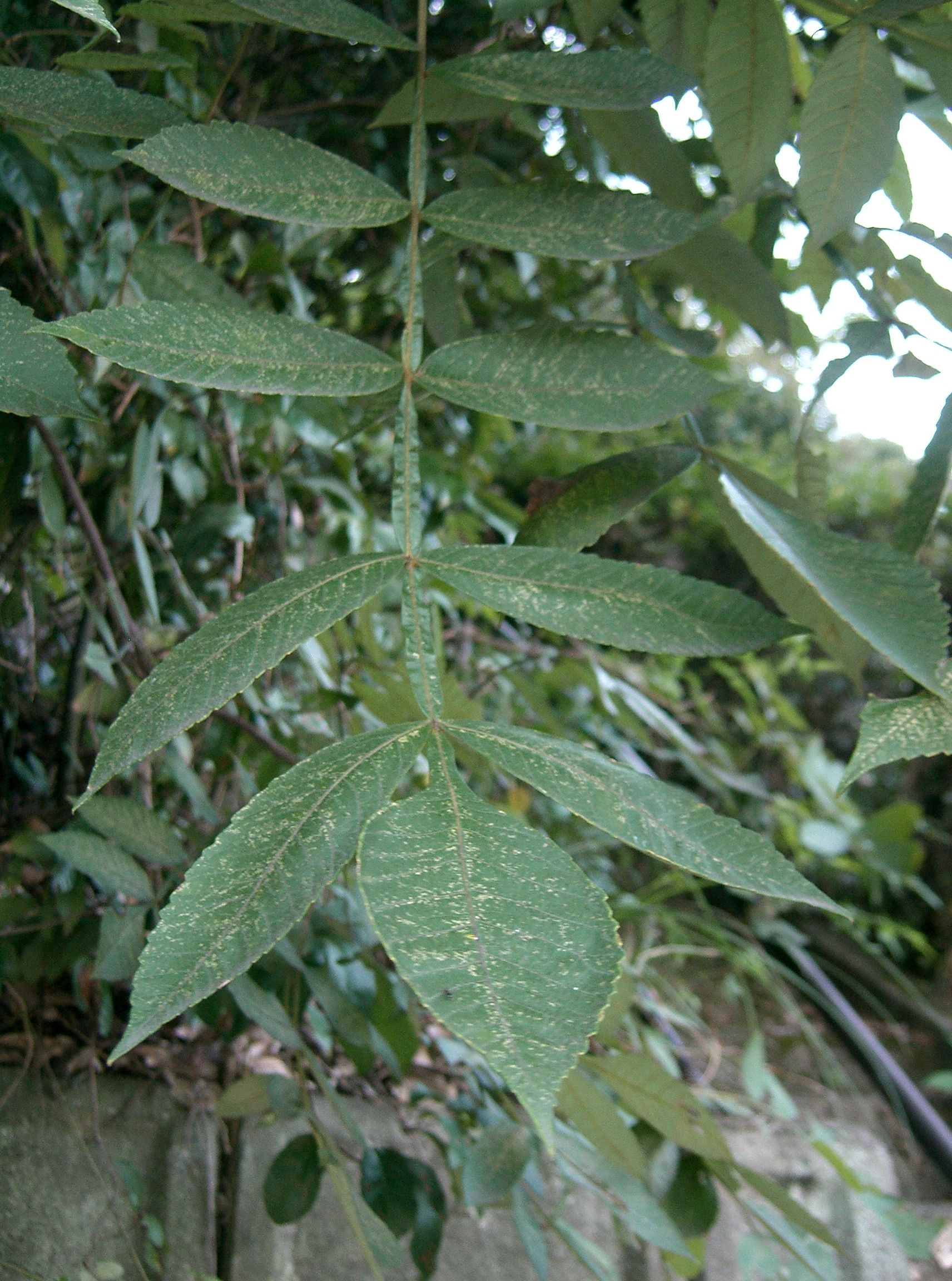
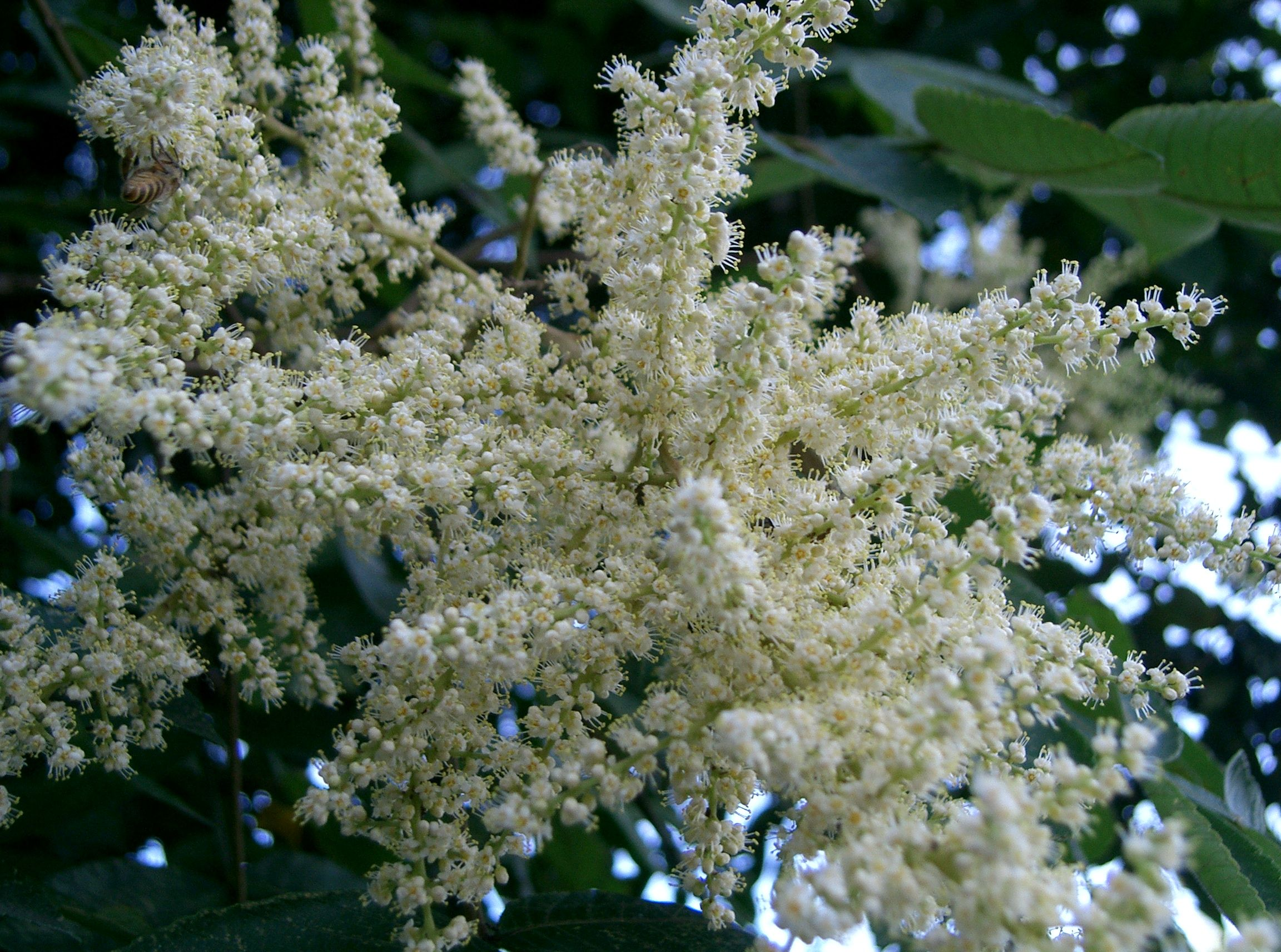
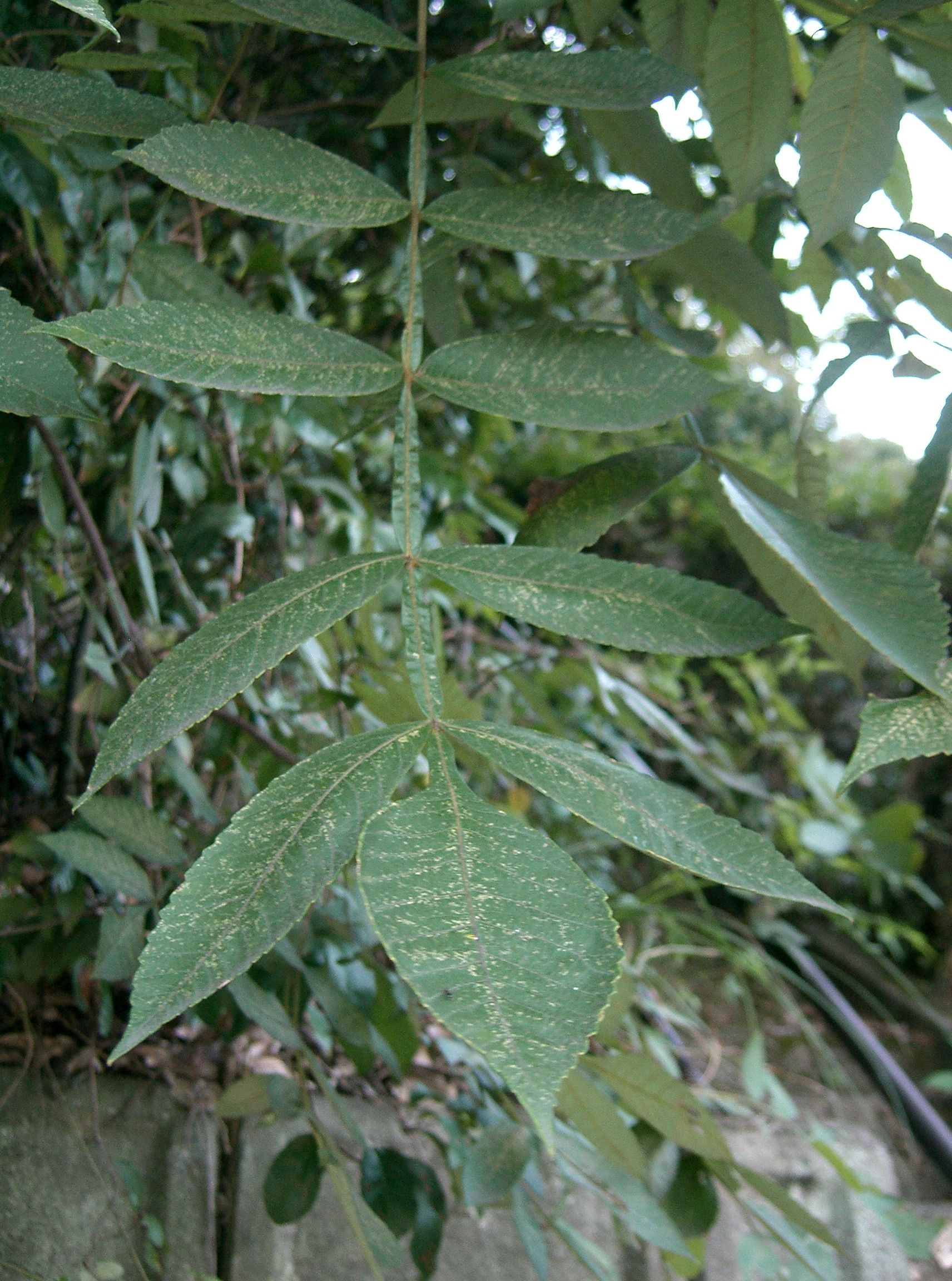
foliage
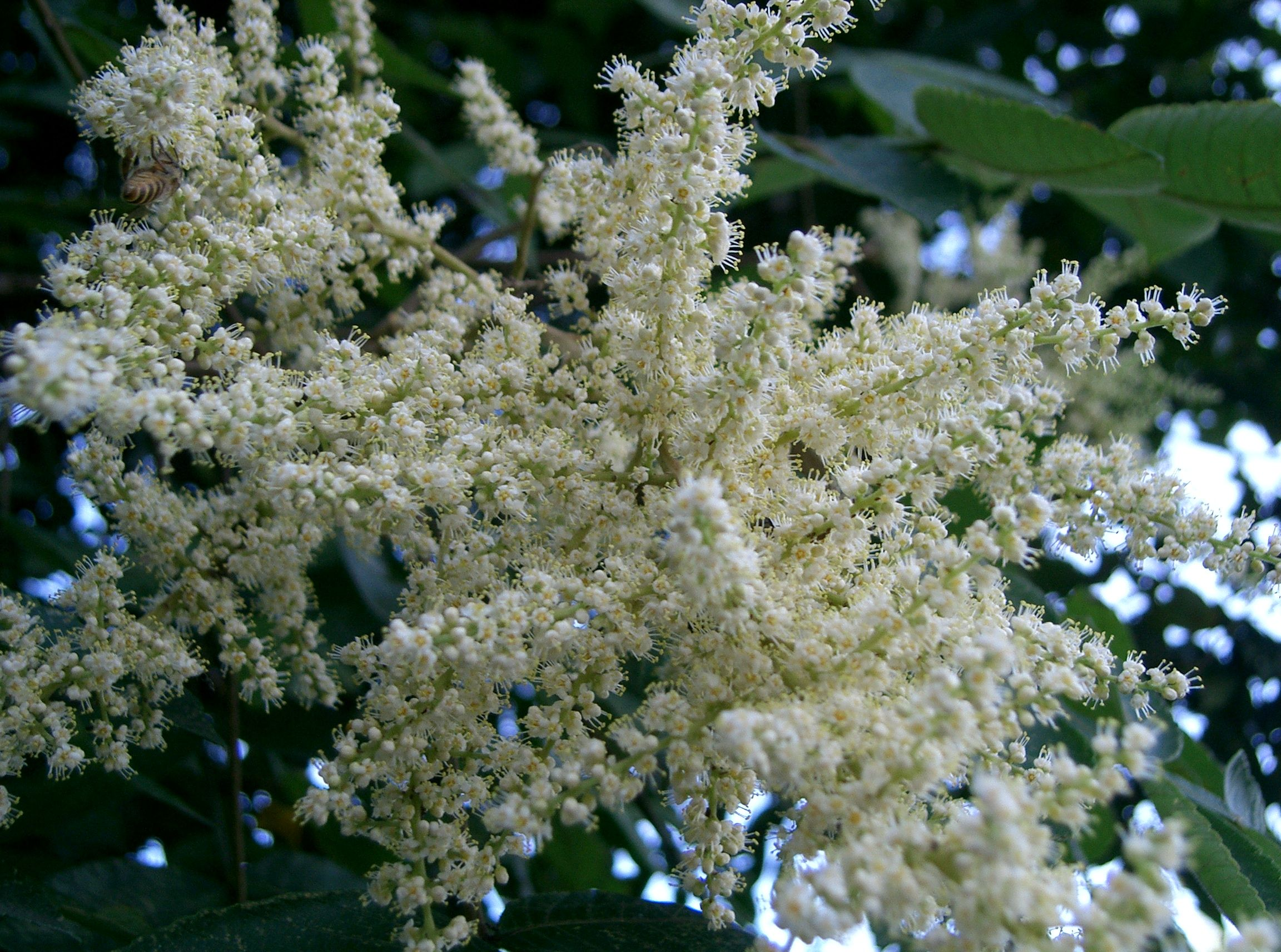
flowers
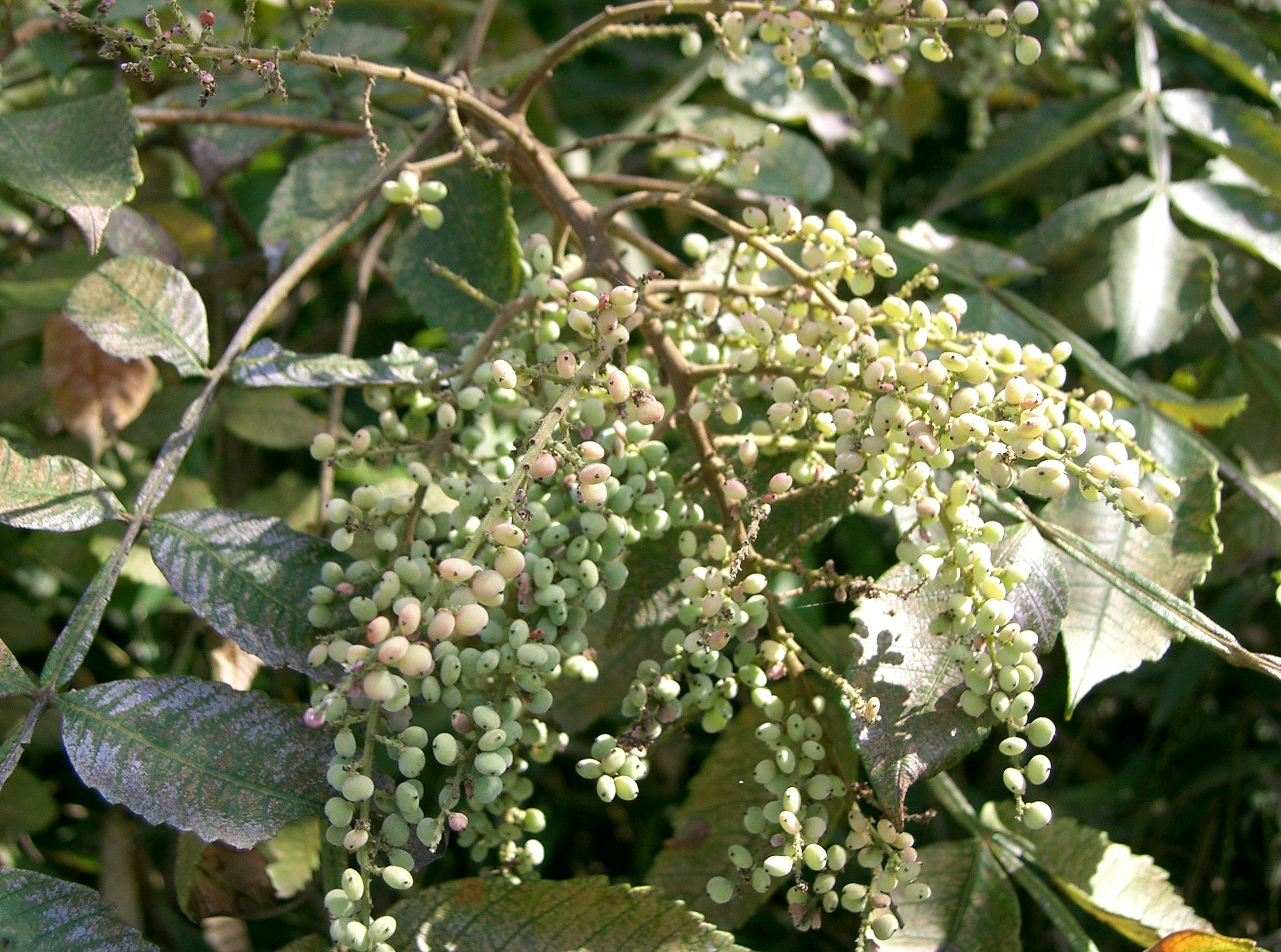
fruits
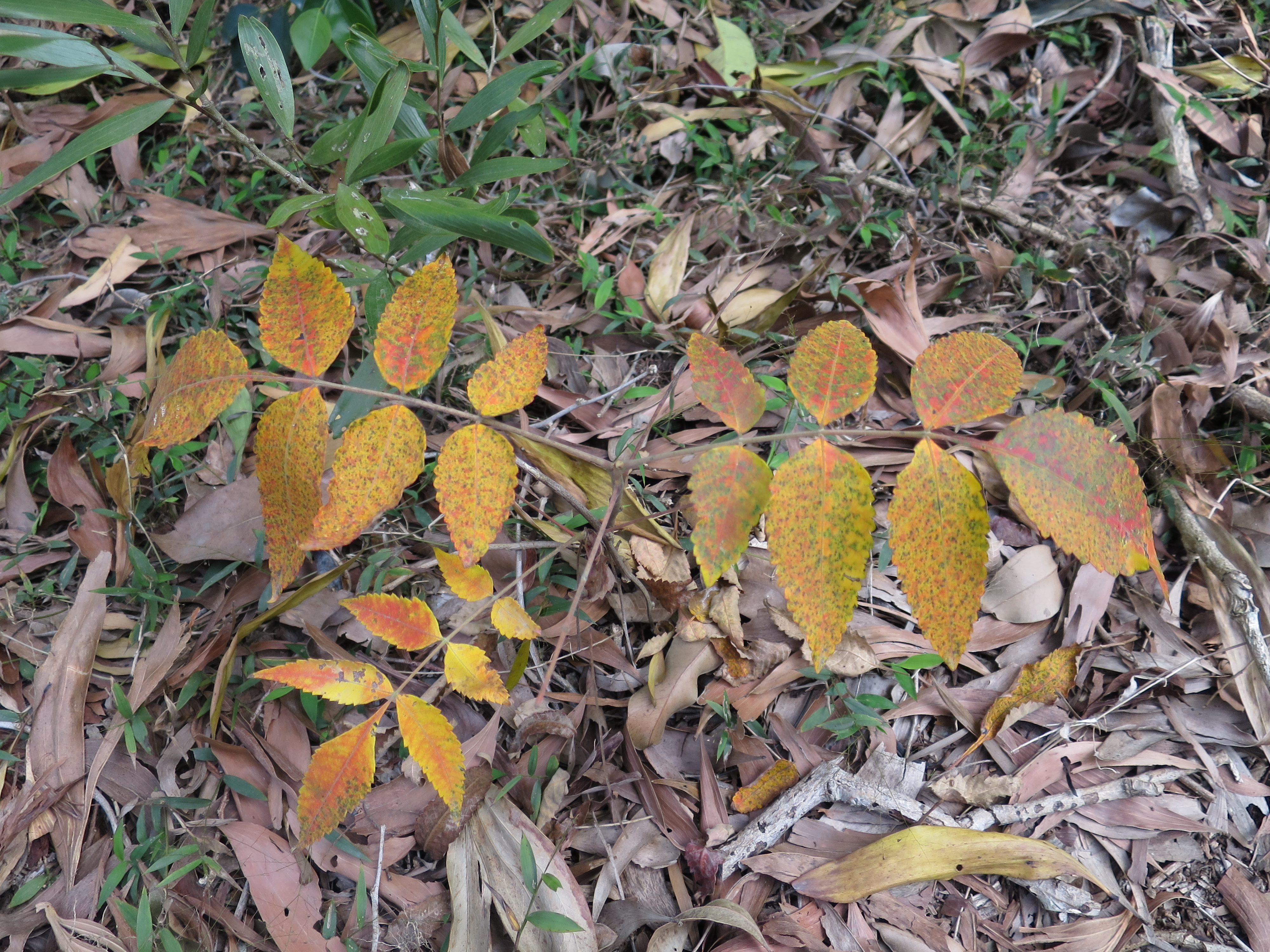
sapling